# Ernest Gellner

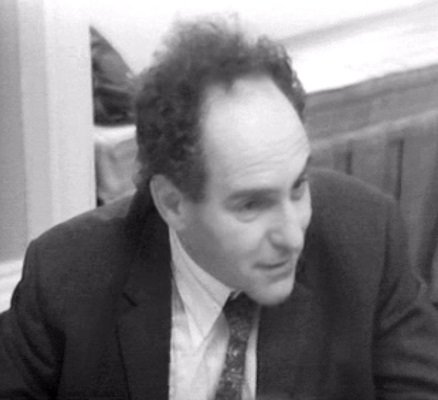
Ernest Gellner (1977)

Ernest André Gellner (geboren 9. Dezember 1925 in Paris; gestorben 5. November 1995 in Prag) war ein tschechoslowakisch-britischer Anthropologe, Soziologe und Philosoph.

## Leben
Ernest Gellner kam in Paris als Sohn von Rudolf und Anna Gellner (geb. Fantl) einer deutschsprachigen böhmischen Familie jüdischer Herkunft zur Welt. Sein Vater Rudolf Gellner, an der Soziologie und Max Weber interessiert, forschte in Paris über den französischen politischen Theoretiker Joseph de Maistre und hatte als Journalist für deutschsprachige Zeitungen gearbeitet, bevor er Kaufmann wurde. Ernest Gellners Onkel war der Theaterregisseur Julius Gellner. Kurz nach Ernest Gellners Geburt verzog seine Familie nach Prag, wo er zunächst aufwuchs. Dort besuchte er ein gerade erst gegründetes Gymnasium, welches das englische Modell der Grammar School mit europäischen Lehrplänen kombinierte; Otto Pick war sein Mitschüler. 1939 floh er vor der deutschen Wehrmacht nach England und kämpfte im Zweiten Weltkrieg in einer Einheit der Tschechoslowakischen Exilarmee. 1962 wurde er Professor der Philosophie an der London School of Economics and Political Science, anschließend 1984 William Wyse Professor für Sozialanthropologie an der Universität Cambridge. 1974 wurde er in die British Academy aufgenommen, 1988 in die American Academy of Arts and Sciences und 1993 in die American Philosophical Society gewählt. 1993 ging er nach Prag an die Central European University.

## Wirken
Ernest Gellner war ein bedeutender Theoretiker der modernen Gesellschaft und ihrer Unterschiede zu den traditionalen Gesellschaften. Michael Lessnoff hat ihn einen „Propheten der Moderne“ genannt. Er hatte Einfluss auf unterschiedliche Fächer, mit Beiträgen zur Philosophie, Soziologie, Geschichte und Ethnologie. Bezogen auf Gellner schrieb die britische Zeitung The Independent in der Ausgabe vom 8. November 1995 sinngemäß: „ein Kreuzzug eines Mannes für den kritischen Rationalismus, in Verteidigung des Universalismus der Aufklärung, gegen das Verebben des Idealismus und des Relativismus“. Sein nicht weniger bekannter Freund und Mitstreiter des Kritischen Rationalismus, der Soziologe und Philosoph Hans Albert, widmete ihm sein Buch Kritik der reinen Hermeneutik (1994) mit den Worten „... daß er wohl der erste Kritiker des angelsächsischen Idealismus war, der aus dem Denken Ludwig Wittgensteins hervorgegangen ist.“
In Deutschland ist Gellner vor allem durch seine Theorien zum Nationalismus bekannt geworden. Für Gellner war „Nationalismus“ ein politisches Prinzip, das die Übereinstimmung zwischen Politik und nationaler Einheit unterstellt. Nationalismus ist nach Gellner erst in der modernen Welt entstanden.
Ferner ist seine Arbeit, von der nur wenige Werke ins Deutsche übersetzt wurden, eine bedeutende Systematisierung der Ideengeschichte. Laut Gellners eigener Aussage hat ihn die Arbeit von Karl Popper, seinem Kollegen an der London School of Economics and Political Science, am meisten beeinflusst. Den zweitgrößten Einfluss auf sein Denken hatte möglicherweise Max Weber. Perry Anderson schrieb hierzu, dass von allen soziologischen Denkern in der Ära nach Weber Gellner derjenige sei, der „den zentralen intellektuellen Problemen von Weber am nächsten geblieben ist“. Der Soziologe David Glass äußerte über Gellner, dass er sich nicht sicher sei, ob die nächste Revolution von Links oder von Rechts käme – jedenfalls sei er sich dessen sicher, dass Gellner der Erste der Erschossenen sein werde.
Er befasste sich des Weiteren mit der Kultur und Geschichte des Islam, der Methodologie der Sozialwissenschaften und der politischen Kultur.

## Schriften
- Words and Things, A Critical Account of Linguistic Philosophy and a Study in Ideology (1959)
- Thought and Change (1964)
- Saints of the Atlas (1969)
- Contemporary Thought and Politics (1974)
- The Devil in Modern Philosophy (1974)
- Legitimation of Belief (1974)
- Spectacles and Predicaments (1979)
- Soviet and Western Anthropology (1980) (editor)
- Muslim Society (1981); dt. Leben im Islam: Religion als Gesellschaftsordnung (1985) und Der Islam als Gesellschaftsordnung (1992)
- Nations and Nationalism (1983); dt. Nationalismus und Moderne (1995)
- Relativism and the Social Sciences (1985)
- The Psychoanalytic Movement (1985)
- The Concept of Kinship and Other Essays (1986)
- Culture, Identity and Politics (1987)
- State and Society in Soviet Thought (1988)
- Plough, Sword and Book (1988); dt. Pflug, Schwert und Buch: Grundlinien der Menschheitsgeschichte (1993)
- Postmodernism, Reason and Religion (1992)
- Nationalismus in Osteuropa (1992)
- Reason and Culture (1992); dt. Descartes & Co: von der Vernunft und ihren Feinden (1995)
- Conditions of Liberty (1994); dt. Bedingungen der Freiheit: Die Zivilgesellschaft und ihre Rivalen (1995)
- Anthropology and Politics: Revolutions in the Sacred Grove (1995)
- Liberalism in Modern Times: Essays in Honour of José G. Merquior (1996)
- Nationalism (1997); dt. Nationalismus: Kultur und Macht (1999)
- Language and Solitude: Wittgenstein, Malinowski and the Habsburg Dilemma (1998)